# Амбонці
Амбо́нці, амбоїнці, оранг-амбон (самоназва) — один з амбоно-тиморських народів в Східній Індонезії на центральних Молукках (Амбонські острови і південно-західне узбережжя острова Серам). Живуть також на острові Ява, в провінції Іріан-Джая на острові Нова Гвінея і в інших районах Індонезії. Близько 35 тисяч людей живуть в Нідерландах. Загальна чисельність 510 тисяч чоловік, з них 350 тисяч чоловік на Молукках (станом на 1985 рік). Значне міське населення. Говорять на діалекті мелаю-амбон малайської мови, мусульмани — також на діалектах амбонської мови південно-молуккської підгрупи центрально-австронезійської групи австронезійської сім'ї. За релігією половина амбонців — християни-реформати, половина — мусульмани-суніти.
Належать до так званих колоніальних етносів. Склалися в XVI—XIX століттях в результаті консолідації автохтонного населення, так званого торгового етносу хітуанців, що жили на Амбон і Західному Серамі, іммігрантів індонезійців, європейців і змішаного походження. У XV—XVI століттях тут склався один з найбільших в світі центрів торгівлі прянощами, який контролювався султанатом тернатців, оволодіння яким стало однією з цілей колоніальних захоплень: на початку XVI століття — з боку португальців, на початку XVII століття — голландців. Опір амбонців голландським колонізаторам продовжувалося до початку XIX століття. Разом з тим амбонці брали участь в голландському завоюванні Малайського архіпелагу, що забезпечило їм з середини XIX століття привілейоване становище в Індонезії. Значна частина амбонців сприйняла європейську культуру, частина, так звані бюргери, були юридично прирівняні до європейців. Під час війни Індонезії за незалежність у 1945—1949 роках багато амбонців, в тому числі військовослужбовці колоніальної армії, емігрували до Нідерландів і на захід Нової Гвінеї. Сучасні амбонці — один з найбільш розвинених індонезійських народів, беруть участь у формуванні індонезійської інтелегенції.
Основні заняття — товарне виробництво прянощів (гвоздика, мускатний горіх), видобуток саго, рибальство, городництво, багато служать в армії, управлінському апараті. Традиційні ремесла — гончарство, ковальство, виробництво зброї (ножі-паранґи і щити-салаваку), будування вітрильних суден (арумбай), різьблення по перламутру і черепаховому панцирю, плетіння з волокон панданусу, виготовлення виробів і моделей кораблів з бутонів гвоздики. Зберігається традиційна сільська громада (негрі) на чолі зі старостою (раджа), яка поділяється на террітеріально-родинні групи (соа), які об'єднують патрилінійні роди (мата рума). Система спорідненості англійського типу. Конфесійні групи амбонців ендогамні.
Традиційні сільські поселення мають лінійне планування, розташовані в основному на березі. Традиційне житло наземне (в минулому свайне), каркасно-стовбове, стіни плетені з живців листя сагової пальми, дахи з листя сагової пальми. Сучасний чоловічий одяг європейського типу, у свята носять короткі кофти-баджу. Жінки носять рожеві і блакитні саронги і білі баджо довжиною до колін, літні жінки — чорні муарові довгі сукні, туфлі з загнутими носками. Основна їжа — каша з сагового крохмалю, риба, овочі, на острові Амбон — привізний рис. Розвинений музичний фольклор: танці амбонська кадриль, пісні лагуамбон, виконувані під акомпанемент скрипки і гавайської гітари, поширені по всій Індонезії.